# Подошвенная мышца
Подошвенная мышца — мышца голени задней группы.
Мышца рудиментарная и весьма непостоянная. Начинается от латерального мыщелка бедренной кости и задней стенки капсулы коленного сустава. Направляется вниз и несколько медиально, затем переходит в узкое сухожилие, располагающееся между икроножной и камбаловидной мышцами. В нижней трети голени чаще всего срастается с ахилловым сухожилием, а иногда самостоятельно прикрепляется к пяточной кости, вплетаясь волокнами в пяточный апоневроз.
Также подошвенную мышцу называют "нервом первокурсника", так как многие неопытные врачи путают ее с нервом из-за тонкости 

## Функция
Сухожилие мышцы вплетается в ахиллово сухожилие, общее для трёхглавой мышцы голени. Соответственно её функция идентична указанной мышце.